# Клавс Едгар Вольдемарович
Едгарс Клавс (Едгарс Валдемарович Клавс; латис. Edgars Klavs, рос. Эдгарс Валдемарович Клавс; нар. 20 липня 1913, Рига, Російська імперія — 28 серпня 1983, Рига, Латвійська РСР, СРСР) — латвійський хокеїст, хокейний тренер і футбольний суддя. Майстер спорту СРСР, суддя всесоюзної категорії, представляв Ригу.

## Біографія
Нападник, виступав за «Університетський спортклуб» (Рига) і «Динамо» (Рига). За збірну Латвії провів 22 матчі, закинув 7 шайб. Учасник Зимових Олімпійських ігор 1936. Учасник перших п'яти чемпіонатів СРСР (42 гри, 23 шайби). Виділявся високою технікою і тонким розумінням ігрових ситуацій, швидкісними проходами по фланзі. Зіграв значну роль у розвитку хокею та футболу в Латвії. Головний тренер хокейного клубу «Динамо» (Рига) у 1951–1961 роках. Голова федерації футболу та хокею Латвійської РСР (1963–1973).
Один з найкращих футбольних арбітрів СРСР 1950-х років, провів 97 поєдинків у вищій лізі (1950–1962), двічі входив до списку 10 найкращих суддів країни (1953, 1959).

## Досягнення
- Чемпіон Латвії (4): 1937, 1940, 1941, 1942